# Bischwihr
Bischwihr település Franciaországban, Haut-Rhin megyében. Lakosainak száma 1192 fő (2022. január 1.). Bischwihr Wickerschwihr, Muntzenheim, Fortschwihr, Andolsheim, Horbourg-Wihr és Porte-du-Ried községekkel határos.

## Népesség
A település népességének változása:
| Lakosok száma | 951  | 964  | 1034 | 1039 | 1079 | 1118 | 1134 | 1169 | 1192 |
|               | 2013 | 2015 | 2016 | 2017 | 2018 | 2019 | 2020 | 2021 | 2022 |